# Valle dell'Inferno
Valle dell'Inferno este o arie protejată (arie specială de conservare — SAC, sit de importanță comunitară — SCI) din Italia întinsă pe o suprafață de 722 ha, integral pe uscat.

## Localizare
Centrul sitului Valle dell'Inferno este situat la coordonatele 41°48′33″N 13°25′29″E / 41.809167°N 13.424722°E.

## Înființare
Situl Valle dell'Inferno a fost declarat sit de importanță comunitară în iunie 1995 pentru a proteja 10 specii de animale. Situl a fost protejat și ca arie specială de conservare în decembrie 2016.

## Biodiversitate
Situată în ecoregiunea mediteraneană, aria protejată conține 6 habitate naturale: Păduri pe pante, grohotișuri și ravene de Tilio-Acerion, Păduri de fag din Apenini cu Taxus și Ilex, Izvoare petrifiante cu formare de travertin (Cratoneurion), Lespezi calcaroase, Formațiuni de Juniperus communis pe lande sau pajiști calcaroase, Pante stâncoase calcaroase cu vegetație casmofită.
La baza desemnării sitului se află mai multe specii protejate:
- păsări (7): buha (Bubo bubo), ciocănitoare cu spate alb (Dendrocopos leucotos), șoim călător (Falco peregrinus), muscar-gulerat (Ficedula albicollis), ciocârlie de pădure (Lullula arborea), gaia neagră (Milvus migrans), viespar (Pernis apivorus)
- amfibieni (1): Salamandrina terdigitata
- mamifere (2): lupul (Canis lupus), urs brun (Ursus arctos)

Pe lângă speciile protejate, pe teritoriul sitului au mai fost identificate 5 specii de plante, 1 specie de păsări, 6 specii de mamifere.